# Svenska mästerskapen i fälttävlan 1968
Svenska mästerskapen i fälttävlan 1968 avgjordes i Umeå . Tävlingen var den 18:e upplagan av Svenska mästerskapen i fälttävlan.

## Resultat
| Placering | Ryttare           | Häst     |
| --------- | ----------------- | -------- |
| 1         | Jan Jönsson       | Sarajevo |
| 2         | Ragnar Gustafsson | Ytter    |
| 3         | Raiie Håkansson   | Manon    |